# Campionato italiano Para Ice Hockey 2021-2022
Il Campionato italiano Para Ice Hockey 2021-2022 è la diciottesima edizione di questo torneo organizzato dalla Federazione Italiana Sport del Ghiaccio, la quarta con la nuova denominazione dello sport (Para Ice Hockey in luogo di Ice Sledge Hockey) voluta dal Comitato Paralimpico Internazionale.

## Formula e partecipanti
Le squadre iscritte sono le medesime tre delle ultime edizioni: le rappresentative regionali di Piemonte (Tori Seduti), Lombardia (Armata Brancaleone) e Alto Adige (South-Tyrol Eagles, campioni in carica). Tuttavia, per creare maggiori opportunità di gioco e aumentare il livello agonistico degli incontri, le selezioni piemontese e lombarda si sono provvisoriamente unite, creando il Western Para Ice Hockey Team.
Il campionato, pertanto, sarà disputato con le due squadre che si incontreranno otto volte, quattro in casa e quattro in trasferta.

## Incontri
| 1ª           | giornata                                        | 2ª           |
| 30 ott. 2021 |                                                 | 11 dic. 2021 |
| 10-0         | South Tyrol Eagles-Western Para Ice Hockey Team | 6-1          |

| 5ª           | giornata                                        | 7ª   |
| 12 feb. 2022 |                                                 |      |
| 10-3         | South Tyrol Eagles-Western Para Ice Hockey Team | n.d. |

| 3ª           | giornata                                        | 4ª           |
| 12 dic. 2021 |                                                 | 29 gen. 2022 |
| 0-8          | Western Para Ice Hockey Team-South Tyrol Eagles | 1-7          |

| 8ª     | giornata                                        | 6ª           |
| t.b.d. |                                                 | 13 feb. 2022 |
| n.d.   | Western Para Ice Hockey Team-South Tyrol Eagles | 2-0          |

Gli ultimi due incontri, ininfluenti per l'assegnazione del titolo, non sono stati disputati, viste le difficoltà registrate dalle squadre nel disputare le trasferte.

## Classifica
| Pos | Squadra                      | G | V | VS | PS | P | GF | GS | DG  | Pt | Risultato         |
| --- | ---------------------------- | - | - | -- | -- | - | -- | -- | --- | -- | ----------------- |
| 1   | South-Tyrol Eagles           | 6 | 6 | 0  | 0  | 0 | 43 | 5  | +38 | 18 | Campione d'Italia |
| 2   | Western Para Ice Hockey Team | 6 | 0 | 0  | 0  | 6 | 5  | 43 | −38 | 0  |                   |